# Mariano Puerta
Mariano Puerta (1978. szeptember 9. –) argentin hivatásos teniszező. Pályafutása során 3 egyéni és 3 páros ATP tornát nyert meg, mindet salakon. 2005-ben nagy meglepetést okozva bejutott a Roland Garros döntőjébe, ahol végül Rafael Nadaltól szenvedett vereséget. Karrierje során kétszer is eltiltották doppingvétség miatt.

## Grand Slam döntői

### Elvesztett döntői (1)
| Év   | Helyszín      | Ellenfél a döntőben | Eredmény a döntőben |
| 2005 | Roland Garros | Rafael Nadal        | 6–7, 6–3, 6–1, 7–5  |

## ATP döntői

### Egyéni

#### Győzelmei (3)
| Tornagyőzelmek (Egyéni) |
| Grand Slam (0)          |
| Tennis Masters Cup (0)  |
| ATP Masters Series (0)  |
| ATP Tour (3)            |

| No. | Dátum            | Helyszín             | Borítás | Ellenfél a döntőben | Eredmény a döntőben |
| 1.  | 1998. október 5. | Palermo, Olaszország | Salak   | Franco Squillari    | 6–3 6–2             |
| 2.  | 2000. március 6. | Bogotá, Kolumbia     | Salak   | Younes El Aynaoui   | 6–4 7–6             |
| 3.  | 2005. április 4. | Casablanca, Marokkó  | Salak   | Juan Mónaco         | 6–4 6–1             |

#### Elvesztett döntői (7)
| No. | Dátum               | Helyszín                     | Borítás | Ellenfél a döntőben | Eredmény a döntőben |
| 1.  | 1998. augusztus 16. | San Marino                   | Salak   | Dominik Hrbatý      | 2-6 5-7             |
| 2.  | 2000. február 27.   | Mexikóváros, Mexikó          | Salak   | Juan Ignacio Chela  | 4-6 6-74            |
| 3.  | 2000. március 5.    | Santiago, Chile              | Salak   | Gustavo Kuerten     | 6-73 3-6            |
| 4.  | 2000. július 16.    | Gstaad, Svájc                | Salak   | Àlex Corretja       | 1-6 3-6             |
| 5.  | 2000. július 23.    | Umag, Horvátország           | Salak   | Marcelo Ríos        | 6-71 6-4 3-6        |
| 6.  | 2005. február 13.   | Buenos Aires, Argentína      | Salak   | Gastón Gaudio       | 4-6 4-6             |
| 7.  | 2005. június 5.     | Roland Garros, Franciaország | Salak   | Rafael Nadal        | 7-66 3-6 1-6 5-7    |

### Páros

#### Győzelmei (3)
| No. | Dátum              | Helyszín             | Borítás | Partner        | Ellenfél a döntőben                 | Eredmény a döntőben |
| 1.  | 1998. november 8.  | Bogotá, Kolumbia     | Salak   | Diego Del Rio  | Köves Gábor / Eric Taino            | 6-7 6-3 6-2         |
| 2.  | 1999. május 2.     | München, Németország | Salak   | Daniel Orsanic | Massimo Bertolini / Cristian Brandi | 7-6 3-6 7-6         |
| 3.  | 1999. augusztus 1. | Umag, Horvátország   | Salak   | Javier Sánchez | Massimo Bertolini / Cristian Brandi | 3-6 6-2 6-3         |

## Külső hivatkozások
- Mariano Puerta profilja az ATP oldalán (angolul)